# ذيل الكلب المريش

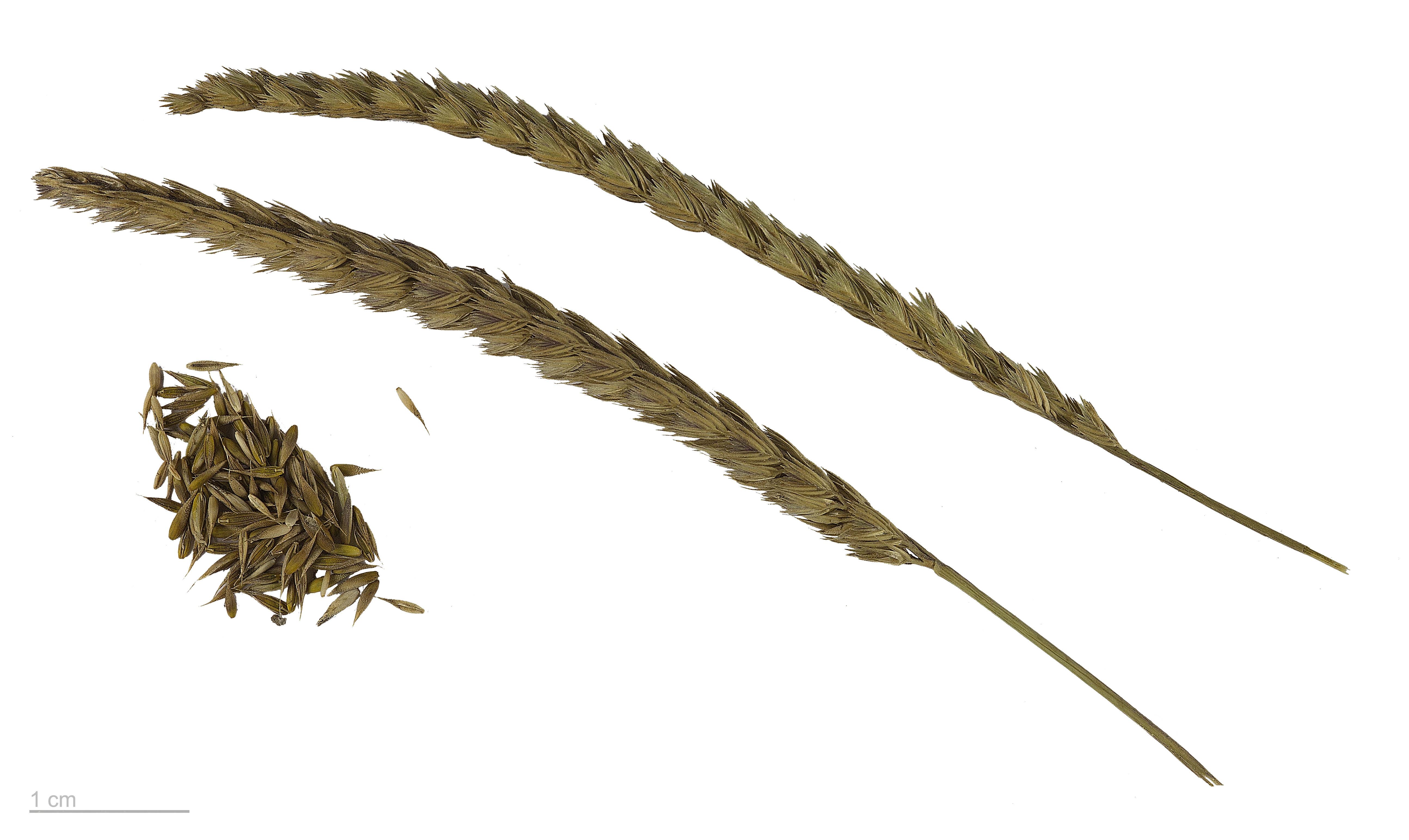
Cynosurus cristatus

ذيل الكلب المريش أو الساهر (الاسم العلمي: Cynosurus cristatus) نوع نباتي من جنس ذيل الكلب.

## الموئل والانتشار
موطنه معظم مناطق أوروبا وتركيا والقوقاز.